# Herman Kaau Boerhaave
Herman Kaau Boerhaave (Hermannus Kaau (Boerhaave)), född den 27 september 1705 i 's-Gravenhage i Republiken Förenade Nederländerna (nu den Haag i Nederländerna), död 7 oktober 1753 i Sankt Petersburg i Ryssland, var en nederländsk läkare som 1742 fick tjänst som läkare vid det ryska hovet och han var från den 7 december 1748 förste livmedikus åt tsarinnan Elisabet.
Han var son till läkaren Jacob Kaau (1658–1728) och Margariet Boerhaave (1670–1754) och studerade vid Leidens universitet under sin morbror, den kände Herman Boerhaave, för vilken han disputerade 1729 med en avhandling om kvicksilvers tillämpningar inom medicinen (Dissertatio inauguralis, de argento vivo). Herman gifte sig 1732 med Alida Jacoba Coelemey och kom genom henne i finansiella svårigheter, vilka var en stor anledning till att han senare flyttade till Ryssland. Efter Alida Jacobas död 1738, gifte han om sig med Wendelina Jacoba Nobeling (död 1742). Hans dotter i första äktenskapet, Margaretha Hermina (född 1734), gifte sig med Carl Friedrich Kruse, som liksom sin svärfar var doktor från Leidens universitet (1749) och livmedikus vid det ryska hovet (åt Katarina den stora).
Hans tio år yngre bror, Abraham, flyttade även han till S:t Petersburg (1746) och verkade där, liksom Herman, som läkare.